# Tề Hoài Viễn
Tề Hoài Viễn (Giản thể: 齐怀远, bính âm: Qí Huáiyuǎn) là một nhà ngoại giao Cộng hòa Nhân dân Trung Hoa. Ông sinh năm 1930 tại Thượng Hải, quê của ông là tại Vũ Xương, Hồ Bắc

## Tiểu sử
Ông theo học tại Đại học Thanh Hoa năm 1947 và sau đó tham gia "Đoàn Thanh niên Tân Dân chủ (chủ nghĩa)". Tháng 11 năm 1948, ông gia nhập Đảng Cộng sản Trung Quốc nhưng trước đó, từ Tháng 7 năm 1948, ông đã tham gia hoạt động cho đảng này.
- Năm 1950, ông tốt nghiệp Học viện Ngoại ngữ Cáp Nhĩ Tân (nay là Đại học Hắc Long Giang) và được cử đến Bộ Ngoại giao, ông phục vụ trong Đại sứ quán Cộng hoà Dân chủ Đức với vai trò phiên dịch, tùy viên, bí thư thứ 3.
- Năm 1960, Bộ Ngoại giao bổ nhiệm ông làm Phó Giám đốc Ty Liên Xô ở Đông Âu.
- Năm 1963 ông trở thành Đại sứ tại Cộng hòa Dân chủ Đức với chức vụ bí thư thứ ba, bí thư thứ 2
- Năm 1969, ông tham gia lao động ở Trường cán bộ 5-7 trong Cách mạng Văn hóa.
- Năm 1971, ông công tác tại Hiệp hội Hữu nghị Đối ngoại Nhân dân Trung Quốc.
- Năm 1972, ông được bổ nhiệm làm Giám đốc Ban Liên Xô và Đông Âu.
- Năm 1974 ông được bổ nhiệm làm Tham tán Đại sứ quán Trung Quốc ở Cộng hoà Dân chủ Đức, Cộng hoà Liên bang Đức, Tham tán hàm Công sứ (8/1977 -1/1983).
- Năm 1983, Trưởng Văn phòng Thông tin thuộc Bộ Ngoại giao (1/1983-8/1984), phát ngôn viên chính thức đầu tiên của Bộ Ngoại giao Trung Quốc (3/1983).
- Tháng 8 năm 1984, Trợ lý Bộ trưởng Bộ Ngoại giao (8/1984-3/1986), đảng ủy viên.
- Tháng 3 năm 1986, Thứ trưởng Bộ Ngoại giao, đảng ủy viên.
- Tháng 8 năm 1991 - Tháng 10 năm 1994, ông nhậm chức chủ tịch Ủy ban Ngoại vụ của Quốc vụ viện Trung Quốc.
- Tháng 5 năm 1994 - Tháng 10 năm 2000 ông là chủ tịch Hiệp hội Hữu nghị Đối ngoại Nhân dân Trung Quốc.